# روشت ۱
روشت ۱ یک اندیس فلزی است که در حوالی شهر شازند استان مرکزی قرار دارد و مادهٔ معدنی موجود در آن، مس است.سنگ میزبان این اندیس گرانیت است و دیرینگی آن به دوران ژوراسیک می‌رسد. در این اندیس، پاراژنز‌های مالاکیت، آزوریت، شئلیت، کاسیتریت، کوارتز، اپیدوت یافت می‌شوند.